# Distrito Escolar Unificado de Nogales
Distrito Escolar Unificado de Nogales #1 (Nogales Unified School District #1, NUSD) es un distrito escolar de Arizona. Tiene su sede en Nogales.
A partir de 2015 Fernando Parra es el superintendente del distrito. El consejo escolar tiene un presidente, un secretario, y tres miembros.
En el marzo de 2015 David Safier de Tucson Weekly escribió que Nogales USD fue "citado como un modelo para lo que las escuelas que atienden a los niños de las familias pobres pueden lograr". En el marzo de 2015 el Departamento de Educación de Arizona acusó a los empleados de la Escuela Media Wade Carpenter de cambiar los resultados de los exámenes estalales de sus estudiantes.